# Мргуда
Мргуда, црнка рапа или црна умбра (лат. Umbra krameri) је слатководна риба из породице црнки (Umbridae). Ову врсту још је Јосиф Панчић крајем претпрошлог века нашао у резервату Засавица. Мада заступљена у водама широм Европе, сматра се ретком и угроженом врстом.

## Опис и грађа
Мргуда има леђна пераја која почињу иод половине тела. Леђна пераја има више од 14 шипкица. Шипкице леђног пераја су готово једнаке дужине. Глава је релативно дугачка у односу на тело. Зуби постоје само у доњој вилици, ситни су и бројни, а поређани су у 3 – 4 реда и окренути ка унутра. По горњој вилици и језику нема зуба. Леђа су тамна или тамноцрвена. По телу мргуде се налазе тамне пеге. На леђној и репној пераји налазе се тамне пеге које су поређане у једном реду. Дуж горње половине тела протеже се светложута пруга.

## Станиште
Живи у стајаћим и споро текућим водама, где су услови за живот других врста доста неповољни. Добро подноси недостатак кисеоника у води, јер за дисање користи рибљи мехур узимајући атмосферски ваздух са површине воде. Може издржати на влажном месту и до 10 сати без воде. При опасности од исушења, закопава се у дно.

## Распрострањење
Мргуда изворно долази из слива Дњестра, Пруда и Дунава али је, иако је убачена у све воде, опстала само у неким а представници овог рода могу се сматрати ретким врстама које изумиру.
Аутохтона је у Аустрији, Босни и Херцеговини, Бугарској, Хрватској, Чешкој, Мађарској, Молдавији, Румунији, Србији, Црној Гори, Словачкој, Словенији и Украјини. Мргуда представља субендемитет Дунавског басена.

## Степен заштите у Србији
Мргуда је природна реткост и сматрало се да у Србији живи само у Засавици - речици која је дуга 33 километра, а тече северном Мачвом и јужном Војводином. У Србији живи и у Бакреном Батру, Лугомиру и у резервату Краљевац и трајно је заштићена као природна реткост 1993. године (Службени гласник Републике Србије број 50/93).

## Размножавање
Мрести се у пролеће од априла до маја. Икру женка полаже на приобалним поплављеним теренима међу воденим биљкама. Јаја женке одлажу у гнезда које све време брижљиво чувају. У време мреста, код мужјака се подрепна пераја постаје сивозеленкасте боје. Полна зрелост се постиже у другој години.